# Masturbacja analna

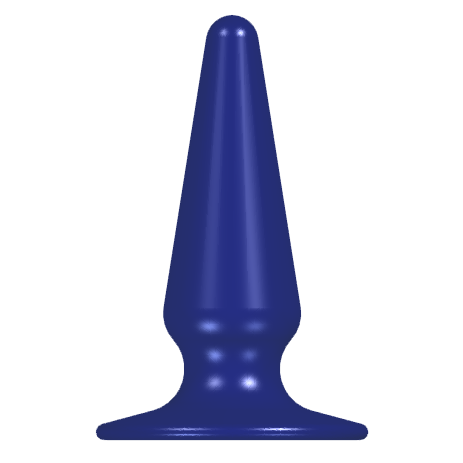
Korek analny używany do pobudzania odbytnicy

Masturbacja analna – autoerotyzm skoncentrowany na sferze analnej. Polega najczęściej na stymulowaniu odbytu i odbytnicy palcami, sztucznym członkiem, kulkami analnymi lub podobnymi przyrządami produkowanymi w tym celu, warzywami o fallicznym kształcie, pięścią, a nawet całą ręką (zob. fisting analny). Najbardziej popularna jest masturbacja analna za pomocą palców.

## Metoda

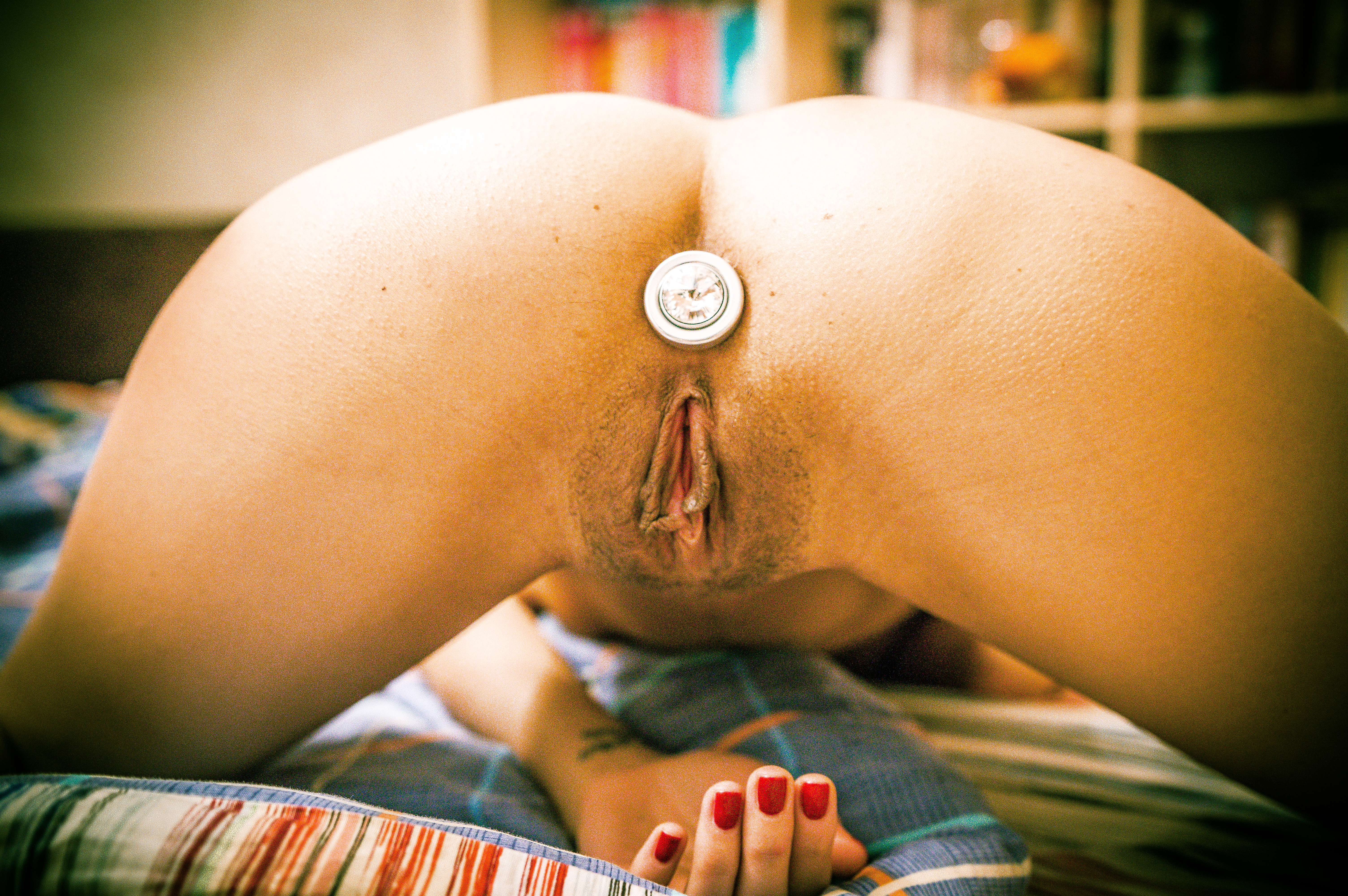
Korek analny używany przez kobietę

Masturbacja analna może być przyjemna dla mężczyzn i dla kobiet, jako że w odbytnicy zawartych jest wiele wrażliwych zakończeń nerwowych. W jej trakcie może dochodzić do stymulacji silnie unerwionej prostaty u mężczyzn. Niektóre sztuczne penisy dostępne w sprzedaży są specjalnie skonstruowane tak, by to ułatwić. U kobiet masturbacja analna może stymulować tylne ściany pochwy. I u mężczyzn, i u kobiet mięśnie odbytu kurczą się podczas orgazmu, co sprawia, że umieszczenie w nim odpowiedniego obiektu nasila związaną z orgazmem przyjemność.
Lewatywy często stosuje się jako środek higieniczny przed masturbacją analną, jednak także same w sobie mogą być jej formą.
Jako że odbytnica nie wydziela naturalnego nawilżenia, przed masturbacją analną można użyć specjalnie w tym celu produkowanych preparatów nawilżających – jest to zalecane ze względu na możliwość uniknięcia zranień, a także zmniejsza możliwą bolesność masturbacji analnej. Szczególnie pierwsza masturbacja analna powinna być możliwie najdelikatniejsza, najlepiej rozpocząć ją w momencie podniecenia i rozluźnienia z zastosowaniem znacznej ilości preparatów nawilżających.

## Zagrożenia
Masturbacja analna może wiązać się także z negatywnymi konsekwencjami, takimi jak uszkodzenia odbytu czy zakażenia wtórne.

## Korzyści
Zarówno u kobiet, jak i mężczyzn masturbacja analna pozwala na masowanie wrażliwych, unerwionych okolic odbytu. U mężczyzn masturbacja analna umożliwia stymulowanie prostaty.